# Lillianite
La lillianite è un minerale.